# プリシラ (ウィッグメーカー)
株式会社 プリシラ（Prisila Co.,Ltd.）は、兵庫県神戸市兵庫区西仲町に本社を置く、女性用ウィッグメーカーである。

## 会社概要
主に20代から30代向けの女性用ファッションウィッグの製造販売をおこなう。コスプレから一般用まで、多数のバリエーションを有する。
近年では男性用も多数のシリーズを拡充させていると共に、ヘアアクセサリーなどケア用のオイルスプレーなどのアイテムも取り扱っている。
そのデザイン、品質が認められ2011年からパリコレ（パリ・オートクチュール・コレクション）へのウィッグの提供を毎年行っている。
企業やモデルとのコラボレーションを精力的に行っており、きゃりーぱみゅぱみゅ、鈴木奈々 (モデル)、セシルマクビーなどの実績がある。

## テレビCM
2010年からTBS系で深夜の時間帯に放送している『ロケみつ〜ロケ×ロケ×ロケ〜』にスポンサーとして番組に参加している。『新世紀エヴァンゲリオン』のキャラクター、惣流・アスカ・ラングレーのコスプレ姿で出演中の桜 稲垣早希をイメージキャラに起用している。